# Xocolates Elgorriaga
Xocolates Elgorriaga és una empresa de xocolates fundada a mitjan el segle xix i pertanyent actualment al grup alabès Urbasa Global Brands S.A. L'afició per la xocolata desfeta va augmentant el negoci familiar, que al començament de segle xx sota la direcció de Francisco Elgorriaga Ayestarán es converteix en un dels primers productors de mercat nacional. Un dels productes estrella va ser la rajola de xocolata anomenada Xocolata La Campana.

## Història
Al segle xviii els pastors de Vera de Bidasoa (Navarra) es desplacen amb freqüència a Irun (Guipúscoa) a les fires, existint alguns pastors que obren un negoci relacionat amb la venda de xocolata sent en principi triturades les llavors de cacau amb cavalls i barrejades amb sucre.
Entrats al segle xix, l'esposa d'un dels pastors dona al negoci un aire empresarial obrint una xocolateria a Irun (Guipúscoa) Confiteria Elgorriaga, prenent el nom de la família, famosa per oferir una bona xocolata desfeta. El dit establiment cobra tanta fama que aviat la casa reial i Alfons XIII es troben entre els seus clients.
Al començament de segle xx, Francisco Elgorriaga obre una fàbrica a Mendíbil (Guipúscoa) posant en l'elaboració de la xocolata tots els mitjans tecnològics coneguts fins a la data. Elgorriaga, comença a oferir diversos productes basats en la xocolata. Els productes més coneguts són els lingots, les monedes de xocolata, muñecolates, trufes, les llengües de gat, i als anys cinquanta es llança el popular Xocolata la Campana, marca estrella de l'empresa. El 1965 apareix al mercat Milkcream que és la primera xocolata blanca que es comercialitza a Espanya. Als anys setanta inicia la seva entrada al mercat del torró. En aquest període es dedica a la comercialització de les galetes Príncep de Beukelaer.

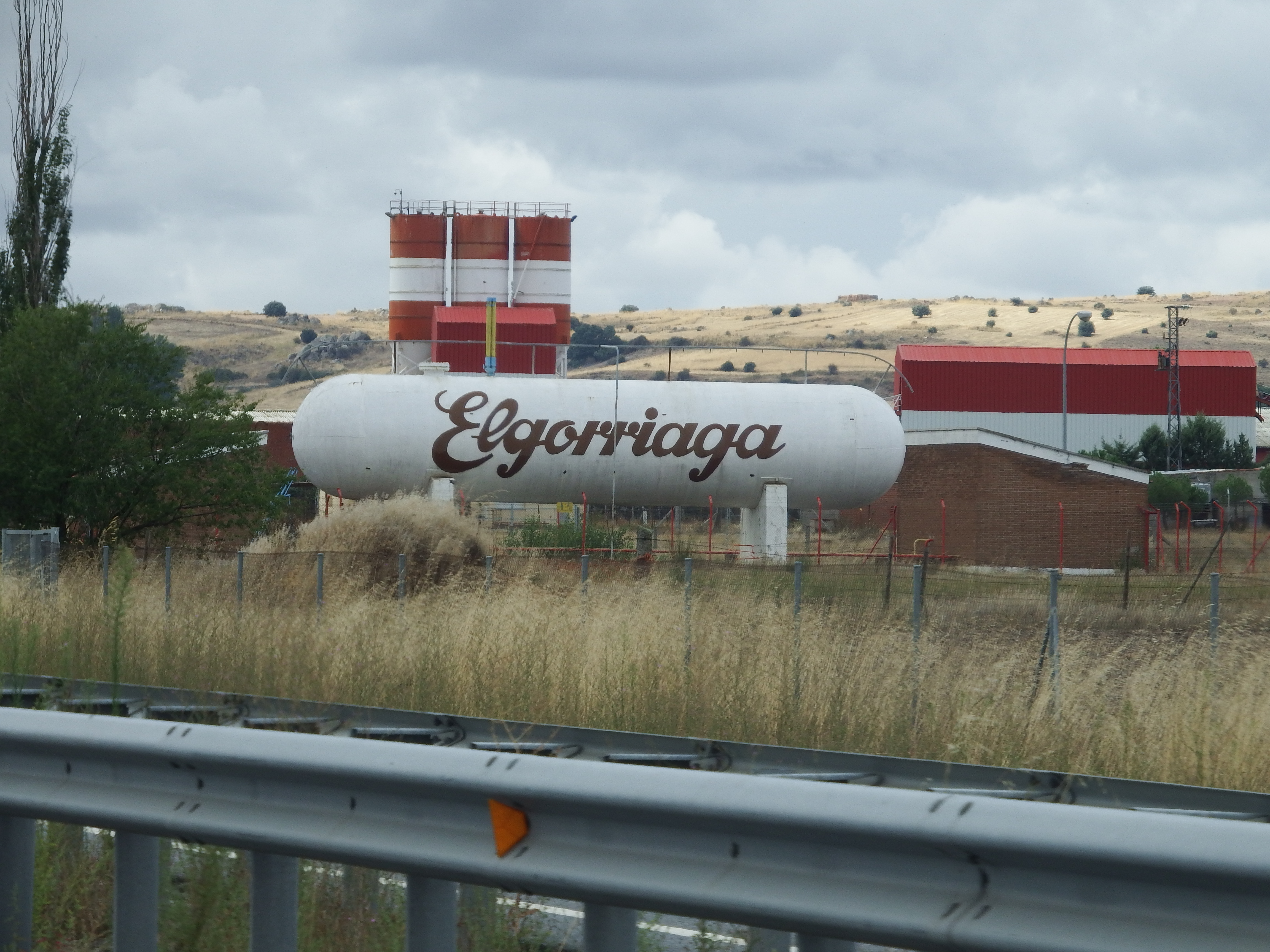
Fàbrica d'Elgorriaga a Àvila

Als anys vuitanta inicia la seva debacle, el que porta al fet que finalment l'empresa Cantalau (actualment Grup Cemoi) absorbeixi la xocolatera. A poc a poc va desapareixent la marca fins que l'any 2005 es ven a Inversions Sitón, SL (empresa del Grup Dhul) el centre de treball se situa a Àvila, així com la marca Elgorriaga. Al març de 2012, el grup alimentari basc Urbasa Global Brands SA absorbeix els actius industrials de la companyia i inicia una nova etapa.